# Brzezie (Basse-Silésie)
Pour les articles homonymes, voir Brzezie.
Brzezie est une localité polonaise de la gmina et du powiat de Trzebnica en voïvodie de Basse-Silésie.

## Histoire
De 1742 à 1945, Briesche fait partie de l'arrondissement de Trebnitz dans le district de Breslau au sein de la province de Silésie.